# Luigi Giambruno
Luigi Giambruno (Ascoli Piceno, 21 giugno 1918 – ...) è stato un calciatore italiano, di ruolo difensore.

## Caratteristiche tecniche
Giocava come terzino, possedeva un fisico asciutto e filiforme ed era dotato di notevole rapidità.

## Carriera
Ha giocato nell'Ascoli (squadra di cui per molti anni è anche stato capitano) dal 1935 al 1945 e, dopo una parentesi di un anno alla Lazio in Divisione Nazionale nella quale non ha giocato alcuna partita ufficiale, dal 1946 al 1952, per un totale di 275 presenze ufficiali con la maglia bianconera che fanno di lui il giocatore con più presenze nella storia dell'Ascoli.